# Серватюк, Василий Николаевич
Василий Николаевич Серватюк (укр. Василь Миколайович Серватюк; род. 12 марта 1957, село Украинка, Кировоградская область) — украинский военный и дипломат. Генерал-лейтенант, доктор военных наук, профессор. Чрезвычайный и Полномочный Посол Украины в Таджикистане (2019—2021).
Чрезвычайный и Полномочный Посол Украины в Исламской Республике Афганистан по совместительству (2020—2021).

## Биография
Родился 12 марта 1957 года в селе Украинка Кировоградской области. В 1978 году окончил высшее военное пограничное училище им. К. Ворошилова, в 1987 году — Военную академию им. М. В. Фрунзе.
В течение 1978—1984 годов проходил службу, Закавказский пограничный округ — заместитель начальника, начальник пограничной заставы.
В 1987—1992 годах — в Среднеазиатском пограничном округе, в том числе в Афганистане. В это время занимал должности начальника мотоманевренной группы, заместителя начальника штаба, начальника штаба пограничного отряда.
В 1992—1994 годах — начальник штаба Березинского пограничного отряда пограничных войск Украины, в течение 1994—2000 годов — заместитель начальника кафедры тактики и оперативного искусства, начальник кафедры, Национальная академия пограничных войск Украины. В 2000—2003 годах работал заместителем начальника штаба — начальник управления пограничной службы штаба пограничных войск Украины.
С 2003 по 2011 год — начальник отдела по связям с государственными органами генеральной дирекции по обслуживанию иностранных представительств Киевской городской государственной администрации. По совместительству преподавал в 2007—2010 годах — профессор кафедры тактики пограничных войск, военный институт пограничных войск Республики Казахстан.
В 2011—2014 годах был заведующим кафедрой аэромобильных войск и сил специальных операций, Национальный университет обороны Украины. Как национальный эксперт входил в состав Международной организации миграции по вопросам пограничной безопасности и реформирования пограничного ведомства в соответствии со стандартами ЕС. Член экспертного совета МОН Украины по национальной безопасности и специальным проблемам обороны и оборонно-промышленного комплекса, был членом специализированных учёных советов Национального университета обороны Украины.
В ноябре 2014 года в добровольном порядке принят на военную службу.
С 17 ноября 2014 по 4 апреля 2019 года — первый заместитель председателя Государственной пограничной службы Украины.
С 16 мая 2019 по 6 октября 2021 года — Чрезвычайный и Полномочный Посол Украины в Таджикистане.
С 15 июня 2020 по 6 октября 2021 года — Чрезвычайный и Полномочный Посол Украины в Исламской Республике Афганистан по совместительству.
Является автором более 120 учебных пособий, научных статей, учебников.
Участвовал в боевых действиях советско-афганской и российско-украинской войны.

## Личная жизнь
Женат, имеет троих дочерей.

## Награды
- Орден «За заслуги» III степени[8]
- Орден Богдана Хмельницкого ІІІ степени[9]
- Орден Красной Звезды[2]
- Почётный пограничник Березинского пограничного отряда пограничных войск Украины[2]